# Erick Torres
Erick Estéfano Torres Padilla (Guadalajara, Jalisco, Mexikó, 1993. január 19. –) a mexikói válogatott labdarúgója, aki jelenleg a Guadalajara támadójaként játszik. Beceneve Cubo vagy Cubo Torres.

## Pályafutása

### Klubcsapatokban
Első felnőtt mérkőzésén 2010. november 13-án lépett pályára Monterrey városában, ahol csapata, a vendég Guadalajara 3–2-es győzelmet aratott a házigazda Rayados felett.

### A válogatottban
Szerepelt a 2011-es U20-as labdarúgó-világbajnokságon is, ahol a Kolumbia elleni negyeddöntőn a 38. percben (büntetőből) gólt is szerzett. 2016-ban bekerült a Rio de Janeiró-i olimpián szereplő válogatottba is.
A felnőtt válogatottban 2014. szeptember 9-én, egy Bolívia elleni barátságos összecsapáson szerepelt először.

#### Mérkőzései a válogatottban
| Mexikó | Mexikó              | Mexikó                                        | Mexikó           | Mexikó   | Mexikó   | Mexikó                          | Mexikó | Mexikó  |
| #      | Dátum               | Helyszín                                      | Hazai            | Eredmény | Vendég   | Kiírás                          | Gólok  | Esemény |
| ------ | ------------------- | --------------------------------------------- | ---------------- | -------- | -------- | ------------------------------- | ------ | ------- |
| 1.     | 2014. szeptember 9. | Commerce City, Dick's Sporting Goods Park     | Mexikó           | 1 – 0    | Bolívia  | barátságos                      | 0      |         |
| 2.     | 2014. október 9.    | Tuxtla Gutiérrez, Estadio Víctor Manuel Reyna | Mexikó           | 2 – 0    | Honduras | barátságos                      | 0      | 77'     |
| 3.     | 2014. október 12.   | Santiago de Querétaro, Estadio Corregidora    | Mexikó           | 1 – 0    | Panama   | barátságos                      | 1      | 80' 88' |
| 4.     | 2015. április 15.   | San Antonio, Alamodome                        | Egyesült Államok | 2 – 0    | Mexikó   | barátságos                      | 0      |         |
| 5.     | 2017. július 13.    | Denver, Sports Authority Field                | Mexikó           | 0 – 0    | Jamaica  | CONCACAF-aranykupa, csoportkör  | 0      |         |
| 6.     | 2017. július 20.    | Glendale, University of Phoenix Stadium       | Mexikó           | 1 – 0    | Honduras | CONCACAF-aranykupa, negyeddöntő | 0      | 75'     |
| 7.     | 2017. július 23.    | Pasadena, Rose Bowl                           | Mexikó           | 0 – 1    | Jamaica  | CONCACAF-aranykupa, elődöntő    | 0      | 29' 46' |
|        | Összesen            |                                               |                  | 7        | mérkőzés |                                 | 1      | gól     |